# Guillaume Hanoteau
Guillaume Hanoteau (1908 - 1985) fue un abogado, actor, guionista, periodista y dramaturgo de nacionalidad francesa. 

## Biografía
Nacido en París, Francia, su padre era el comandante e historiador Jean Hanoteau, y su abuelo el general Adolphe Hanoteau.
Tras estudiar derecho, fue abogado con ejercicio en París desde noviembre de 1931 a diciembre de 1945. Durante la Segunda Guerra Mundial formó parte de la Resistencia francesa bajo el seudónimo de "Lombard". En 1944, durante la Liberación, previno a una de sus amistades, Alice Sapritch, entonces enamorada de Robert Brasillach, de que "este último no tenía nada que esperar de la Resistencia, si no la muerte tan pronto como la se consiga la Liberación."
En 1945 fue testigo del asesinato del editor Robert Denoël.
Tras la guerra, y habiendo dejado la Magistratura, Guillaume Hanoteau se orientó hacia la escritura y el periodismo. Escribió en Marie Claire una crónica, Le Paris des Parisiennes, en la que exprimía todo su humor, además de artículos para Télé 7 jours y, sobre todo, para Paris Match, medio con el cual colaboró desde 1952 a 1975, y del cual fue uno de sus responsables. Además, también fue periodista de RTL.
Guillaume Hanoteau frecuentaba cotidianamente el barrio de Saint-Germain-des-Prés, y fue testigo ocular de la época de las boites de Jazz, relacionándose con Alice Sapritch, Boris Vian, Juliette Gréco, Moustache, Jean-Paul Sartre o Simone de Beauvoir. Escribió un libro, L'Âge d'or de Saint-Germain-des-Prés, que relataba y restituía otra imagen de esa época. También escribió un artículo sobre el tema en Le Magazine littéraire (número 39 de abril de 1970). En 1950 realizó una comedia musical jazzística, Les Nuits de Saint-Germain-des-Prés. 
El 27 de septiembre de 1950 se casó con la actriz Alice Sapritch, de la que se divorció en 1971. También tuvo una relación con la actriz Marie-Louise Chamarande, de nombre artístico Amarande.
Guillaume Hanoteau falleció en París en 1985, siendo enterrado en el Cementerio de Decize junto a los restos de su padre.

## Filmografía
Actor
- 1967 : La Fille d'en face, de Jean-Daniel Simon
- 1980 : La Banquière, de Francis Girod
- 1983 : Le Bon Plaisir, de Francis Girod

Guionista
- 1950 : Le Tampon du capiston, de Maurice Labro
- 1951 : Le Crime du Bouif, de André Cerf
- 1956 : Houston, Texas, de François Reichenbach
- 1965 : Le Caïd de Champignol, de Jean Bastia

Dialoguista
- 1950 : Le Tampon du capiston, de Maurice Labro
- 1951 : Le Crime du Bouif, de André Cerf
- 1952 : Adieu Paris, de Claude Heymann
- 1957 : Les Marines, de François Reichenbach
- 1958 : L'Américain se détend, de François Reichenbach

Director
- 1962 : Commandant X
- 1968 : La Prunelle
- 1977 : De la résistance à l'existentialisme, corto. Guillaume Hanoteau, Georges Vitaly, Paul-Louis Mignon, Jean Négroni, Michel Auclair y Michel Bouquet describen la vida teatral parisina, desde la ocupación alemana hasta la Liberación y la creación de Calígula, de Albert Camus. Hablan de El malentendido, obra de Albert Camus representada en 1944, y sobre el autor, a la vez que tratan sobre el Théâtre du Vieux-Colombier y sobre las piezas de Jean-Paul Sartre A puerta cerrada y Las moscas. También tratan la creación de Caligula en el Teatro des Arts con Gérard Philipe.

## Dramaturgo
- 1946 : La Tour Eiffel qui tue !
- 1950 : Les Nuits de Saint-Germain-des-Prés, comedia musical, con música de Georges van Parys acompañada por las orquestas de Boris Vian y Jean-Claude Fohrenbach.[4]
- 1951 : La Belle Rombière, coescrita con Jean Clervers
- 1952 : La Grande Roue
- 1952 : La Grande Oreille
- 1955 : Le Quai Conti
- 1957 : Les Voyageurs égarés, escenografía de Véra Korène, Teatro de la Renaissance
- 1959 : De sept heures à sept heures, de Guillaume Hanoteau y Philippe Georges a partir de Robert Cedric Sherriff, escenografía de Max Mégy, Teatro des Arts
- 1973 : Les Voyageurs égarés
- 1978 : Au théâtre ce soir: Jérôme des nuages, escenografía de Jacques Mauclair, dirección de Pierre Sabbagh, Teatro Marigny